# 華盛頓州學院和大學列表
以下是華盛頓州目前运营的公立和私立高等教育机构列表。
 公立 
- 中央華盛頓大學（Central Washington University）
- 東華盛頓大學（Eastern Washington University）
- 華盛頓州立大學（Washington State University）
- 西華盛頓大學（Western Washington University）
- 華盛頓大學（University of Washington）

 私立 
- 迪吉彭理工學院 (DigiPen Institute of Technology)
- 岡薩加大學 (Gonzaga University)
- 西雅圖大學（Seattle University）
- 西雅圖太平洋大學 (Seattle Pacific University)
- 瓦拉瓦拉大學（Walla Walla University）

 社區學院和大學 
- 艾德蒙社區學院 （Edmons Community College）

 永久停辦 
- 華盛頓理工大學 (Washington Technology University)